# Casse des 300 millions de yen
Le casse des 300 millions de yen (三億円事件, San oku en jiken), aussi appelé l'affaire des 300 millions de yen (ou incident), est un braquage réalisé à Tokyo, au Japon le matin du 10 décembre 1968. Il s'agit du plus important cambriolage de l'époque et l'affaire reste aujourd'hui encore irrésolue.

## Les faits
Le matin du 10 décembre 1968, quatre employés du bureau de Kokubunji de la banque Nihon Shintaku Ginko convoient 294 307 500 yens (1 021 429 340 yens actuels soit environ 2 230 000 euros de 2017) dans le coffre d'une voiture de la société. Les boites métalliques contiennent des bonus pour les employés de l'usine Toshiba de Fuchū. Ils sont stoppés dans la rue bordant une prison par un jeune officier de police à moto. Celui-ci les informe que le domicile de leur directeur a été dynamité, et qu'ils ont reçu une alerte que des explosifs se trouvent dans cette voiture. Les quatre employés sortent alors du véhicule tandis que l'officier se glisse sous la voiture pour repérer la bombe. Puis les employés remarquent de la fumée et des flammes sous la voiture avant que l'officier ne se relève et ne leur ordonne de s'éloigner car le véhicule est sur le point d'exploser. Lorsque les employés reculent jusqu'aux murs de la prison, le policier monte dans la voiture et s'échappe.

## Enquête
Les employés de la banque avaient vraiment cru que le voleur était un policier, et ont cru à son histoire de bombe parce que des lettres de menace avaient été reçues auparavant par le directeur de la banque. La fumée et les flammes étaient en fait le résultat d'un engin pyrotechnique qu'il avait allumé alors qu'il rampait sous la voiture. Plus tard, le voleur a abandonné la voiture de la banque et transféré les boites métalliques dans une autre voiture, volée auparavant. Cette voiture aussi fut abandonnée, et les boites transférées une seconde fois dans une autre voiture volée. 
Il y avait 120 pièces à conviction sur la scène du vol, dont la moto de « police » qui avait été peinte en blanche. Cependant, les autres preuves n'étaient que des objets du quotidien, dispersés pour perturber l'enquête policière.
Un jeune homme de 19 ans, fils d'un officier de police, est suspecté juste après le vol. Il meurt d'empoisonnement au cyanure de potassium le 15 décembre 1968. Il n'avait pas d'alibi mais n'était pas au courant de l'enquête en cours et l'argent n'avait pas été retrouvé au moment de sa mort. Son décès fut considéré comme un suicide et lui-même innocenté, d'après le rapport officiel.
Une importante investigation fut lancée, avec 780 000 affiches diffusées dans tout le Japon. La liste des suspects comprenait 110 000 noms, et 170 000 policiers participèrent à l'enquête — la plus grande de l'histoire du Japon.
Le 12 décembre 1969, un homme de 26 ans fut suspecté par le journal Mainichi Shimbun. Il fut arrêté pour des charges sans rapport avec le vol mais avait un alibi car l'affaire s'était passée le jour où il passait un examen sous surveillance. Comme l'arrestation fut faite sous de fausses accusations, l'officier de police responsable, Mitsuo Muto, fut accusé d'abus de pouvoir.

## Le délai de prescription
L'enquête de sept ans n'offrit que peu de réponses et, en décembre 1975, le délai de prescription du vol passa sans une arrestation.
Un ami du suspect de 19 ans fut arrêté sans rapport avec le vol le 15 novembre 1975 juste avant la fin de la prescription. Il possédait une grande somme d'argent et fut suspecté du vol, il avait 18 ans à l'époque. La police lui demanda la provenance de cet argent, il ne répondit pas mais les policiers ne furent pas en mesure de prouver que cet argent provenait du vol.
En 1988, le voleur fut officiellement déchargé de toutes responsabilités civiles, ce qui l'autorisait à se dévoiler sans crainte de poursuites judiciaires. On attend toujours qu'il se manifeste.

## Dans la fiction
Plusieurs œuvres ont utilisé cette affaire :
- Dans le manga Inspecteur Kurokôchi, le casse des 300 millions de yen est cité comme l'un des incidents criminels dans lequel le gouvernement est impliqué et qui ne peut ainsi pas être résolu car cela ébranlerait la crédibilité du pouvoir étatique. Le coupable est le jeune homme de 19 ans, fils d'un officier de police, qui s'était suicidé après ses aveux. Seules quelques personnes haut placées de la police étaient alors au courant mais avaient refusé de dévoiler publiquement le dénouement de l'affaire pour ne pas afficher au grand jour les écarts de conduite de la police, le Japon étant alors dans une période politique très agitée (avec des révolutionnaires communistes). Se retrouvant avec 300 millions de yen sur les bras, les hauts responsables avaient créé secrètement un fonds de pension appelé l'« assemblée du cerisier » dont le principe était de reverser l'argent aux familles de policiers aux états de service exemplaires, ou morts dans l'exercice de leurs fonctions. Au fur et à mesure des années, l'assemblée du cerisier dévie progressivement de sa mission initiale et s'occupe d'étouffer tous les scandales pouvant entacher la réputation de la police, même s'il faut utiliser le meurtre pour cela.
- Montage, un manga ayant pour sujet le casse des 300 millions de yen.
- Unlucky Young Men, un autre manga mettant en scène ce casse.